# Cristianesimo in Turkmenistan
Il cristianesimo in Turkmenistan è una religione minoritaria. La maggioranza della popolazione del Turkmenistan (l'89-93% circa) è di religione islamica. Secondo le stime del Dipartimento di Stato degli Stati Uniti d'America i cristiani rappresentano circa il 9% della popolazione, mentre secondo il PEW Research Center rappresentano circa il 6,5% della popolazione e sono in maggioranza ortodossi (circa il 5,5% della popolazione); i protestanti sono meno dell'1% della popolazione, mentre i cattolici sono pochissimi.
La costituzione del Turkmenistan sancisce la separazione fra stato e religione e prevede la libertà di religione entro i limiti fissati dalla legge. Tutte le religioni si devono registrare; l'attività dei gruppi religiosi non registrati è illegale. La legge prevede che le organizzazioni religiose debbano ottenere l'autorizzazione per importare, pubblicare o distribuire materiale religioso; la produzione e l’importazione di materiale religioso è consentita solo alle organizzazioni registrate. I tribunali possono sospendere l'attività di gruppi religiosi che agiscano contro la costituzione, revocando la sospensione in seguito alla produzione di documenti che attestino la cessazione di tali attività. Lo stato può sciogliere le organizzazioni religiose che svolgano attività in violazione delle libertà, dei diritti e degli interessi legittimi dei cittadini. Nella scuola pubblica non è previsto l'insegnamento delle religioni; i ragazzi possono ricevere l'istruzione religiosa al di fuori dell'orario scolastico da parte dei gruppi religiosi riconosciuti dallo stato. Le organizzazioni religiose riconosciute possono istituire scuole per la formazione del personale religioso, previo ottenimento di un'apposita licenza. Le riunioni per il culto devono svolgersi nei luoghi autorizzati e sono vietate nelle abitazioni private. Nonostante la libertà religiosa sia in teoria garantita, alcuni gruppi religiosi lamentano pregiudizi sociali e discriminazioni verso i credenti che non seguono l'islam sunnita o la Chiesa ortodossa russa.

## Confessioni cristiane presenti
- Chiesa ortodossa: in Turkmenistan è presente la Chiesa ortodossa russa (che è la maggiore denominazione cristiana del Paese); il territorio è compreso in un decanato patriarcale, che è parte del Distretto metropolitano dell'Asia centrale;
- Chiese ortodosse orientali: è presente una comunità facente parte della Chiesa apostolica armena;
- Chiesa cattolica: è presente nel Paese con la missione sui iuris del Turkmenistan. Nel Paese i fedeli cattolici erano nel 2017 circa 200;[3]
- Protestantesimo: in Turkmenistan sono presenti luterani, avventisti, battisti, pentecostali e gruppi cristiani non denominazionali. Una parte dei protestanti turkmeni sono originari della Germania. Alcune chiese evangelicali sono in attesa della registrazione ufficiale.[4]

Le principali denominazioni protestanti presenti in Turkmenistan sono le seguenti:
- Chiesa evangelica luterana in Russia, Ucraina, Kazakistan e Asia centrale: è presente nel Paese con una congregazione a Sarahs;[6]
- Chiesa cristiana avventista del settimo giorno: è stata la prima denominazione protestante ad ottenere la registrazione in Turkmenistan;[7]
- Unione delle Chiese evangeliche battiste del Turkmenistan, espressione del movimento battista;[8]
- Chiesa del Pieno Vangelo del Turkmenistan: è una denominazione pentecostale;
- Chiesa cristiana di Grande Grazia del Turkmenistan: è una chiesa cristiana non denominazionale, affiliata alla Greater Grace Church;
- Chiesa internazionale di Cristo: è una chiesa cristiana non denominazionale;
- Chiesa neo-apostolica del Turkmenistan: è una chiesa millenarista, affiliata alla Chiesa neo-apostolica.